# Oberried (Wallis)
Oberried ist ein  Weiler im Bezirk Östlich Raron des Schweizer Kantons Wallis. Ein Teil gehört zum Dorf Riederalp, der andere Teil gehört zu Bitsch VS. 2024 lebten dort zehn Parteien während des ganzen Jahres, im Sommer sind es bis zu siebzig Personen. Ein Briefkasten wird auch im Winter bedient.

## Geschichte
Zur Geschichte ist nicht viel bekannt. Im 20. Jahrhundert bekam der Ort eine asphaltierte Strasse. Das Wasser kommt heute aus der Märjela; früher kam es von einem Brunnen in der Hohfluh. Der Roman Der letzte Sander von Oberried von Catherine Bürcher-Cathrein (1875–1962) und das gleichnamige Stück, das 2018 im Freilufttheater Riederalp aufgeführt wurde, behandeln diesen Brunnen. 
600 Jahre lang hatte das Oberried gar keine Wasserversorgung. Als wieder Menschen ansässig wurden, bauten sie eine Wasserleitung vom besagten Brunnen in der Hohfluh. Die Bewohner der Riederalp und die Bewohner vom Oberried stritten sich oft um das Wasser.